# Чемпіонат СРСР з легкої атлетики
Чемпіонат СРСР з легкої атлетики — головне легкоатлетичне змагання всередині СРСР з 1922 по 1991 рік. Проводився щорічно з 1934 року (за винятком 1941 і 1942 років).

## Передісторія
Рахунок чемпіонатів СРСР заведено вести з 1920 року, коли в Москві на стадіоні Товариства любителів лижного спорту відбулися змагання найсильніших на той час легкоатлетів, що ввійшли в історію під назвою Передолімпіада. У цих змаганнях взяли участь 85 легкоатлетів (тільки чоловіки), які представляли 11 міст країни та Балтійський флот. Два роки потому кращі легкоатлети країни знову зібралися на свій чемпіонат, який отримав назву першість РРФСР. Цього разу число учасників досягло вже 200.

## 1923-1940
В 1923 і 1924 році чемпіонати проходили під назвою Всесоюзне свято фізичної культури й збирали вже понад 300 спортсменів. На старт першості РРФСР 1927 року вийшло понад 800 учасників з 20 команд міст і районів країни, а також закордонні спортсмени з чотирьох країн.
У 1928 році чемпіонат проходив у рамках Всесоюзної спартакіади. У складі команд 5 союзних республік, 12 районів РРФСР і 11 іноземних делегацій виступили 1281 спортсмен.
У першій половині 30-х років під різними назвами відбулося ще три чемпіонати країни: Всесоюзні змагання 1931 року, Всесоюзні міжвідомчі змагання 1934 року і Всесоюзний зліт майстрів 1935 року.
У 1936 році чемпіонат отримує офіційну назву — особисто-командна першість СРСР. З цього моменту чемпіонати проводяться регулярно, щороку (за винятком 1941 і 1942 рр.). В окремі роки проводилося по два чемпіонати — особистий і командний. Подібні зміни були обумовлені специфікою підготовки до найважливіших міжнародних змагань цього сезону.

## 1943-1991
В 1956, 1959, 1963, 1967, 1971, 1975, 1979, 1983, 1991 роках чемпіонати країни з легкої атлетики ставали складовою частиною фінальних змагань спартакіади народів СРСР.
Останній Чемпіонат СРСР з легкої атлетики пройшов у 1991 році.

## Чемпіонати
| №  | Год  | Місто                                                | Дата                                             | Стадіон                                                                      | Дисципліна |
| -- | ---- | ---------------------------------------------------- | ------------------------------------------------ | ---------------------------------------------------------------------------- | --- |
| 1  | 1920 | Москва                                               | 20—24 червня                                     | «Стадіон Товариства любителів лижного спорту»                                | Предолімпіада                                                                                                   |
| 2  | 1922 | Москва                                               | 3—10 вересня                                     | «Стадіон Товариства любителів лижного спорту»                                | |
| 3  | 1923 | Москва                                               | 1—8 вересня                                      |                                                                              | |
| 4  | 1924 | Москва                                               | 31 серпня—1 вересня                              |                                                                              | |
| 5  | 1927 | Москва                                               | 20—28 серпня                                     |                                                                              | |
| 6  | 1928 | Москва                                               | 11—21 серпня                                     | «Стадіон профспілки харчовиків»                                              | |
| 7  | 1931 | Москва                                               | 15—19 червня                                     | «Динамо»                                                                     | |
| 8  | 1934 | Москва                                               | 1—6 серпня                                       | «Динамо»                                                                     | |
| 9  | 1935 | Москва                                               | 11—12 вересня                                    | «Динамо»                                                                     | |
| 10 | 1936 | Москва                                               | 18—24 серпня                                     | «Динамо»                                                                     | |
| 11 | 1937 | Москва                                               | 20—24 серпня                                     | «Динамо»                                                                     | |
| 12 | 1938 | Харків                                               | 20—24 серпня                                     | «Динамо»                                                                     | |
| 13 | 1939 | Харків                                               | 24—30 серпня                                     | «Динамо»                                                                     | |
| 14 | 1940 | Москва                                               | 20—24 серпня                                     | «Динамо»                                                                     | |
| 15 | 1943 | Горький                                              | 3—9 вересня                                      | «Динамо»                                                                     | |
| 16 | 1944 | Москва                                               | 13—18 серпня                                     | «Динамо»                                                                     | |
| 17 | 1945 | Київ                                                 | 9—16 вересня                                     | Республіканський стадіон                                                     | |
| 18 | 1946 | Дніпропетровськ                                      | 8—15 вересня                                     | «Сталь»                                                                      | |
| 19 | 1947 | Харків                                               | 29 серпня—5 вересня                              | «Динамо»                                                                     | |
| 20 | 1948 | Харків                                               | 5—12 вересня                                     | «Динамо»                                                                     | |
| 21 | 1949 | Москва                                               | 3—9 вересня                                      | «Динамо»                                                                     | |
| 22 | 1950 | Київ                                                 | 17—23 вересня                                    | Республіканський стадіон                                                     | |
| 23 | 1951 | Мінськ                                               | 26 серпня—1 вересня                              | «Динамо»                                                                     | |
| 24 | 1952 | Ленінград                                            | 24—30 серпня                                     | Стадіон імені Кірова                                                         | |
| 25 | 1953 | Москва                                               | 23—25 серпня                                     | «Динамо»                                                                     | |
| 26 | 1954 | Київ                                                 | 12—16 вересня                                    | Республіканський стадіон                                                     | |
| 27 | 1955 | Тбілісі                                              | 13—17 листопада                                  | Республіканський стадіон «Динамо»                                            | |
| 28 | 1956 | Москва                                               | 5—16 серпня                                      | Центральний стадіон імені В. І. Леніна                                       | |
| 29 | 1957 | Москва                                               | 28 серпня—2 вересня                              | Центральний стадіон імені В. І. Леніна                                       | |
| 30 | 1958 | Таллін Тбілісі                                       | 19—21 липня 28 жовтня—2 листопада                | Стадіон імені Комсомолу Республіканський стадіон «Динамо»                    | |
| 31 | 1959 | Москва                                               | 9—14 серпня                                      | Центральний стадіон імені В. І. Леніна                                       | |
| 32 | 1960 | Москва Київ                                          | 15—18 липня 15—19 жовтня                         | Центральний стадіон імені В. І. Леніна Центральний стадіон                   | |
| 33 | 1961 | Тбілісі                                              | 5—9 жовтня                                       | Республиканський стадіон «Динамо»                                            | |
| 34 | 1962 | Москва Ташкент                                       | 11—13 серпня 13—19 жовтня                        | Центральний стадіон імені В. І. Леніна Пахтакор                              | |
| 35 | 1963 | Москва                                               | 9—15 серпня                                      | Центральний стадіон імені В. І. Леніна                                       | |
| 36 | 1964 | Київ                                                 | 27—30 серпня                                     | Республиканський стадіон                                                     | |
| 37 | 1965 | Алма-Ата                                             | 9—17 жовтня                                      | Центральный стадион                                                          | |
| 38 | 1966 | Дніпропетровськ Ленінакан                            | 12—14 серпня 4—6 жовтня                          | «Метеор» Міський стадіон                                                     | |
| 39 | 1967 | Москва                                               | 28 липня—1 серпня                                | Центральний стадіон імені В. І. Леніна                                       | |
| 40 | 1968 | Севан Ленінакан Цахкадзор Ялта                       | 12—13 серпня 15—18 серпня 21—22 серпня 15 жовтня |                                                                              | |
| 41 | 1969 | Ногінськ Київ Ужгород Сочі                           | 19 липня 17—20 серпня 15—16 жовтня 1—2 листопада | Міський стадіон Центральний стадіон «Авангард» Центральний стадіон "Південь" | |
| 42 | 1970 | Мінськ Фрязіно                                       | 12—14 вересня 12—13 вересня                      | «Динамо»                                                                     | |
| 43 | 1971 | Москва                                               | 16—19 липня                                      | Центральний стадіон імені В. І. Леніна                                       | |
| 44 | 1972 | Москва                                               | 14—20 липня                                      | Центральний стадіон імені В. І. Леніна                                       | |
| 45 | 1973 | Москва                                               | 4—14 липня                                       | Центральний стадіон імені В. І. Леніна                                       | |
| 46 | 1974 | Москва                                               | 6—7 липня 23—26 липня                            | Центральний стадіон імені В. І. Леніна                                       | |
| 47 | 1975 | Москва                                               | 27—30 липня                                      | Центральний стадіон імені В. І. Леніна                                       | |
| 48 | 1976 | Київ Клайпеда Єреван                                 | 10—24 червня 15 серпня 26—29 серпня              | Республіканський стадіон Вулиці міста Стадион «Раздан»                       | |
| 49 | 1977 | Москва Рига                                          | 26—29 липня 2—3 липня                            | Центральний стадіон імені В. І. Леніна «Динамо»                              | |
| 50 | 1978 | Москва Донецьк Тбілісі                               | 25 червня 29—30 липня 15—18 вересня              | Вулиці міста «Локомотив» Республіканський стадіон «Динамо»                   | |
| 51 | 1979 | Москва                                               | 21—29 липня                                      | Центральний стадіон імені В. І. Леніна                                       | |
| 52 | 1980 | Москва Донецьк                                       | 29—21 червня 6—9 вересня                         | Центральний стадіон імені В. І. Леніна «Локомотив»                           | |
| 53 | 1981 | Ленінград Москва                                     | 24—26 липня 1—2 серпня 16—19 вересня             | Стадіон імені В. І. Леніна Центральний стадіон імені В. І. Леніна            | |
| 54 | 1982 | Москва Ленінград (Київ)                              |                                                  |                                                                              | |
| 55 | 1983 | Москва                                               |                                                  |                                                                              | |
| 56 | 1984 | Донецьк                                              | 7—9 вересня                                      | «Локомотив»                                                                  | |
| 57 | 1985 | Ленінград                                            |                                                  |                                                                              | |
| 58 | 1986 | Москва Київ                                          |                                                  |                                                                              | |
| 59 | 1987 | Москва Могильов Чебоксари Новополоцьк Брянськ Таллін | 12 червня 12 липня 16—19 липня 18—19 липня       | стадіон с/к «Десна»                                                          | (марафон) (ходьба 50 км по шосе (чоловіки) і 10000 м по стадіону (жінки) (багатоборство) (ходьба 20 км по шосе) |
| 60 | 1988 | Київ Таллін                                          |                                                  |                                                                              | (марафон) |
| 61 | 1989 | Ленінград (Горький) Біла Церква                      |                                                  |                                                                              | (марафон) |
| 62 | 1990 | Київ Біла Церква                                     |                                                  |                                                                              | (марафон) |
| 63 | 1991 | Київ Біла Церква                                     |                                                  |                                                                              | (марафон) |